# World Series of Poker 1979
Dziesiąta edycja World Series of Poker odbyła się w Horseshoe casino.

## Turnieje boczne
| Turniej                      | Zwycięzca                     | Wygrana | Przegrany w finale     |
| ---------------------------- | ----------------------------- | ------- | ---------------------- |
| $10.000 Deuce to Seven Draw  | Bobby Baldwin                 | $90.000 | Byron „Cowboy” Wolford |
| $500 Seven Card Stud         | Gary Berland                  | $24.000 | Nieznany               |
| $1.000 Seven Card Stud Split | Gary Berland                  | $20.400 | Nieznany               |
| $600 Mixed Doubles           | Doyle Brunson & Starla Brodie | $4.500  | Nieznany               |
| $400 Ladies' Seven Card Stud | Barbara Freer                 | $12.720 | Pat Sovoia             |
| $1.500 No Limit Hold’em      | Perry Green                   | $76.500 | Jim Bechtel            |
| $1.000 Ace to Five Draw      | Lakewood Louie                | $22.200 | Nieznany               |
| $2.000 Draw High             | Lakewood Louie                | $22.800 | Nieznany               |
| $1.000 Razz                  | Sam Mastrogiannis             | $22.200 | Nieznany               |
| $5.000 Seven Card Stud       | Johnny Moss                   | $48.000 | Nieznany               |
| $1.000 No Limit Hold’em      | Dewey Tomko                   | $48.000 | Duanne Hammrich        |

## Turniej Główny
W turnieju głównym wzięło udział 54 graczy, każdy z nich wpłacił $10.000 wpisowego. Fowler został pierwszym amatorem, który zwyciężył w WSOP.

### Stół finałowy
| Miejsce | Gracz              | Wygrana  |
| ------- | ------------------ | -------- |
| 1       | Hal Fowler         | $270.000 |
| 2       | Bobby Hoff         | $108.000 |
| 3       | George Huber       | $81.000  |
| 4       | Sam Moon           | $54.000  |
| 5       | Johnny Moss        | $27,000  |
| 6       | David „Chip” Reese | -        |

### Eliminacje poprzednich mistrzów
- Dzień 1: Doyle Brunson, Brian „Sailor” Roberts, Thomas „Amarillo Slim” Preston, Jack Straus (został wyeliminowany jako pierwszy)
- Dzień 2: Walter „Puggy” Pearson
- Dzień 3: Bobby Baldwin[2]